# Eudule sceata
Eudule sceata là một loài bướm đêm trong họ Geometridae.